# Denys Wilkinson
Pour les articles homonymes, voir Wilkinson.
Denys Haigh Wilkinson (5 septembre 1922 à Leeds, dans le Yorkshire – mort le 22 avril 2016) est un physicien britannique spécialiste de physique nucléaire. Ses travaux portent en particulier sur la caractérisation de l'interaction forte.

## Biographie

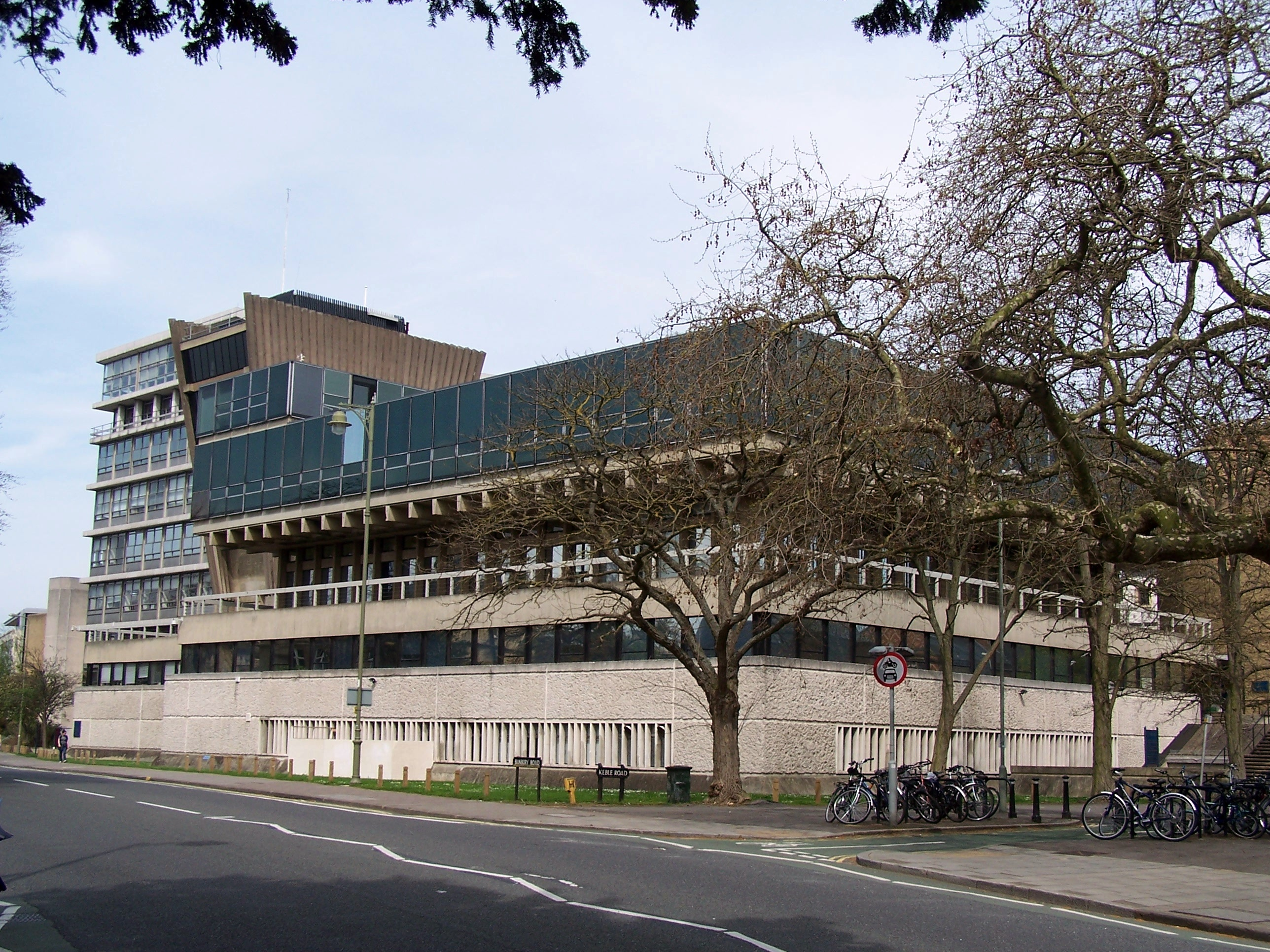
Le bâtiment Denys Wilkinson fait partie du Département de Physique de l'université d'Oxford.

Il fait ses études secondaires à la Loughborough Grammar School et étudie la physique à Cambridge, au Jesus College, dont il sort diplômé en 1943.
Affecté pendant la Seconde guerre mondiale au programme anglo-canadien de recherches nucléaires, il prépare sa thèse de doctorat à Cambridge comme titulaire de Jesus College(1944). Diplômé en 1947, il peut dès lors enseigner, obtenant le poste de maître de conférence en physique nucléaire en 1956 – 1957.
Ses recherches s'orientent sur les noyaux légers : il est le premier à valider expérimentalement les principes de l'isospin, travaux pour lesquels il met au point un convertisseur analogique-numérique, le « convertisseur Wilkinson. » Il s'intéresse à l'orientation des oiseaux.
Membre de la Royal Society en 1956, il fut lauréat l'année suivante du Prix Holweck et se voit offrir la chaire de physique nucléaire, puis physique expérimentale (1959) de l'Université d'Oxford. Il est anobli en 1974.
Denys Wilkinson préside les commissions Physics III et Electronic Experiments du CERN,.